# Ангольский турач
Ангольский турач (лат. Pternistis swierstrai, возможное другое русское название — турач Сверстра) — африканский вид птиц из семейства фазановых (Phasianidae). Эндемик горных лесов Западной Анголы, вымирающий вид.

## Внешний вид и образ жизни
Длина тела до 33 см. Чёрно-белая птица с красными ногами и клювом. У самцов верхняя часть тела выглядит чёрной, но с близкого расстояния тёмно-коричневая; широкая чёрная полоса поперёк груди, бюхо белое с чёрными пятнами. У самок окраска груди и живота такая же, как у самцов, но спина и надкрылья имеют более светлую, ржаво-коричневую окраску. Голос напоминает покашливание, характерное также для кенийского и восточноафриканского турача.
Ангольский турач ведёт наземный образ жизни, в основном встречаясь в густых зарослях кустарников, высоких трав и папоротников. Питание включает траву, семена и насекомых, выбираемых из опавшей листвы. Брачные повадки почти неизвестны, но наблюдавшиеся в августе птенцы позволяют предположить, что брачный сезон приходится на май или июнь.

## Ареал и охранный статус
Ангольский турач — эндемик Западной Анголы. Основной ареал — от Тундавалы (провинция Уила) на юге до Карианго (Южная Кванза) на севере, а также инзельберги (изолированные возвышенности) в провинции Уамбо и холмы Баилунду на Ангольском нагорье. В основном встречается в немногочисленных оставшихся в этом регионе полосах горного леса, но наблюдался также на каменистых и травянистых горных склонах, в оврагах и в высокотравье вблизи горных вершин.
Основная среда обитания ангольского турача — тропические горные леса — в Западной Анголе практически сведена на нет; так, на горе Моко на Ангольском нагорье уцелело лишь 15 островков такого леса общей площадью до 15 га. Леса в этом регионе сводятся с целью расширения сельскохозяйственных земель. Кроме того, опасность для ангольского турача представляет охота. С 1971 года не было зафиксировано ни одного наблюдения ангольских турачей вплоть до 2005 года, когда поступили сообщения о примерно десятке птиц этого вида в районе гор Моко и Соке. Нехватка данных затрудняет оценку общей численности вида, но на основе площади сохранившихся в регионе горных лесов и способности ангольского турача выживать за их пределами в Красной книге она оценивается как не превышающая 2080 пар (вероятнее всего, существенно меньше). В Красной книге ангольскому турачу присвоен статус вымирающего вида. В настоящее время не предпринимается никаких направленных усилий по сохранению вида. Хотя в 1970-е годы выдвигалось предложение сделать около 60 км² в районе горы Моко природоохранной зоной, эти планы всё ещё не претворены в жизнь.